# Sven von Hofsten
Sven Eschelsson von Hofsten, född 15 juni 1888 i Hedvig Eleonora församling i Stockholm, död 8 augusti 1975, var en svensk metallurg och överingenjör.
Sven von Hofsten avlade examen vid Kungliga Tekniska högskolan i Stockholm 1912. Han var överingenjör vid AB Bofors och chefsingenjör vid Sandvikens järnverks AB. Han invaldes 1949 som ledamot av Kungliga Ingenjörsvetenskapsakademien.